# پتی هرست (فیلم)
پتی هرست (انگلیسی: Patty Hearst) فیلمی در ژانر زندگینامه‌ای به کارگردانی پل شریدر است که در سال ۱۹۸۸ منتشر شد. از بازیگران آن می‌توان به ناتاشا ریچاردسون، وینگ ریمز، فرانسیس فیشر، جودی لونگ و دانا دلانی اشاره کرد.